# 哈特菲尔德-麦考伊夙怨

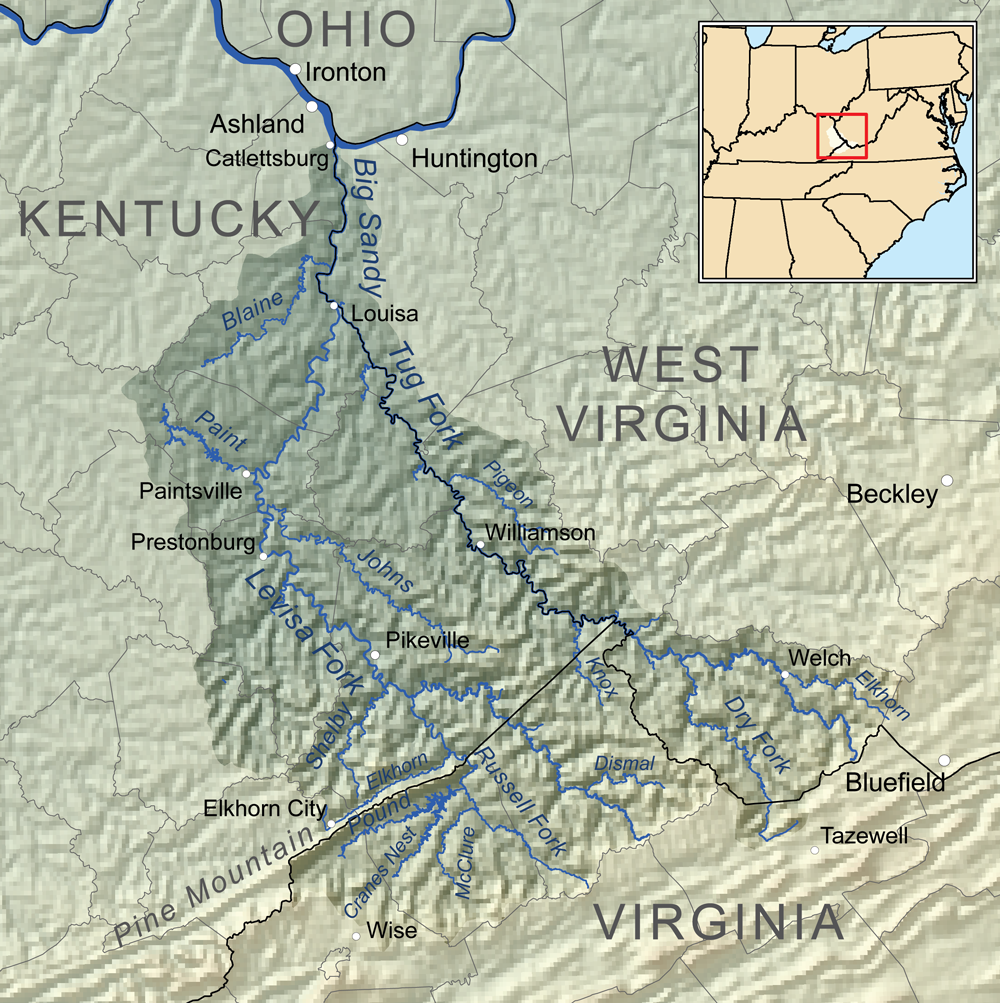
哈特菲尔德-麦考伊夙怨的发生地域，图中用蓝黑色标出的即是塔格佛克河，哈特菲尔德家族居于右方的西弗吉尼亚州，麦考伊家族则居于左方的肯塔基州。

哈特菲尔德-麦考伊夙怨 （英文：The Hatfield–McCoy feud），指的是1863至1891年中，居住在西弗吉尼亚州和肯塔基州边界两个家族之间的冲突械鬥。兩個家族傍大桑迪河支流塔格佛克河而居，西弗吉尼亚州的哈特菲尔德家族當家的是「惡魔安斯」威廉·安德森·哈特菲尔德，肯塔基州的麦考伊家族则以倫道夫·麥考伊為首。
此一夙怨冲突已经成為美國的民俗学詞彙，指代黨派群体之间长期积怨的符号，暗喻過度講求家族荣誉、正义与复仇所会带来的危险后果。這段歷史多次被改編和拍攝成電影和電視作品，最新的代表推《血仇》。

## 家族起源

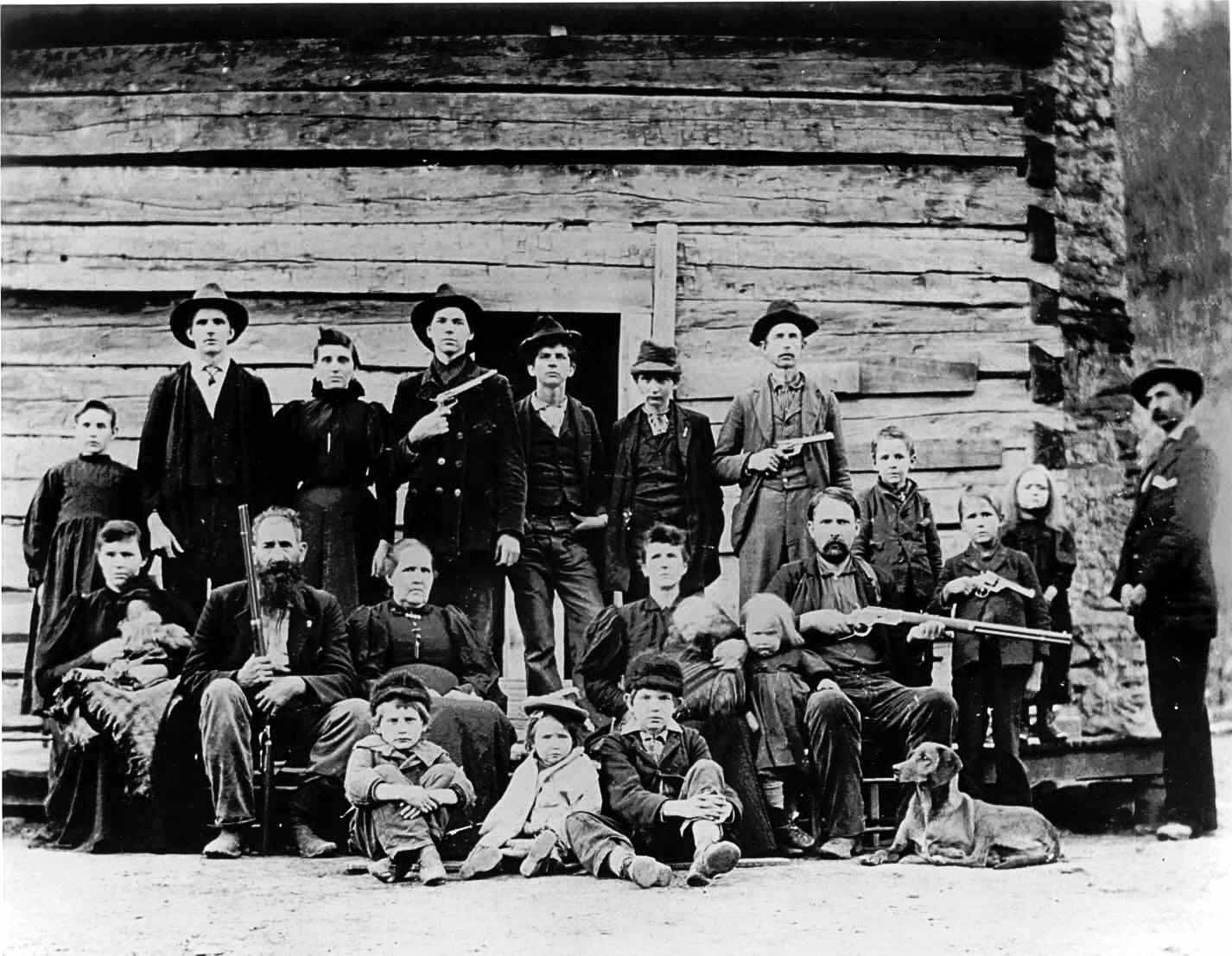
哈特菲尔德族人攝於1897年。

麦考伊家族的族长威廉·麦考伊（William McCoy）1750年左右生于爱尔兰，后移民到弗吉尼亚州的高地县，家族定居在肯塔基州塔格佛克河畔，由其孫倫道夫當家。哈特菲尔德家族當家的是「惡魔安斯」威廉·安德森·哈特菲爾德，定居在河對岸的西弗吉尼亚州。兩家都是第一波來到塔格谷地（又叫大馬谷）生活的拓荒者，多數的哈特菲尔德族人分佈在明戈县（后属西弗吉尼亚州），南北戰爭期間支持南方的邦联军队；而麦考伊家族主要居住在肯塔基州的派克县，支持北方的联邦军队。兩家夙怨的導火線始於联邦军队退伍的士兵亞撒·哈曼·麦考伊（Asa Harmon McCoy）之死，他被前邦联军民團「洛根野貓（Logan Wildcats）」所殺害。起先「惡魔安斯」哈特菲爾德嫌疑重大，後來證實在兇殺案發生期間，他生病在家靜養。其後人們普遍認為兇手是他的叔叔，也是民團成員之一的吉姆·凡斯。
哈特菲尔德家族比麦考伊家族富裕許多，在官方也有很多关系。「恶魔安斯」哈特菲尔德經營伐木生意为家族积累了不少财富，也雇佣了很多家族以外的人手，麦考伊家的艾伯特、洛倫茲·唐和塞爾柯克都為他工作過。

## 夙怨源起
1865年1月7日，亞撒·哈曼·麦考伊被人谋杀。哈曼在美国内战中参加北方联邦军队，因腿傷从军队退伍。「恶魔安斯」哈特菲尔德的舅舅吉姆·万斯支持南方，因此十分鄙视他。哈曼一到回家吉姆就威脅他，等著「恶魔安斯」的野貓民團來收拾他。一天哈曼在水井汲水时听到枪响，他趕緊躲到附近的山洞，由奴隶皮特给他送去食物和生活用品，但野猫團跟蹤皮特在雪地中的足迹，殺害了哈曼。谋杀发生后，野貓民團的領導人「恶魔安斯」哈特菲尔德嫌疑重大，後來证实当天在家养病。於是很多人认为是吉姆·万斯策划了这次谋杀，不過哈曼的軍旅生涯被當地許多人視為背叛，甚至也有族人認為他是咎由自取，因此案件不了了之，没有人接受审判。
十三年后发生了第二起記錄在案的暴力事件。1878年倫道夫·麦考伊和弗洛伊德·哈特菲尔德（Floyd Hatfield ）为一头猪鬧上法院，這头猪出现在哈特菲尔德家族的地盤上，弗洛伊德·哈特菲尔德认为出现在自己土地上的猪是自己的，而倫道夫则宣称这猪耳朵上的缺口标记是麦考伊家的。这一争端被提交当地「牧師安斯」安德森·哈特菲尔德（Anderson "Preacher Anse" Hatfield）主持的裁判法庭解决，麦考伊家因比尔·史塔顿（Bill Staton）的证词败诉。1880年6月史塔顿被麦考伊兩兄弟山姆（Sam）和帕里斯（Paris）所殺，两人之后被判正当防卫無罪释放。
随后的一件事深化了两家的夙怨。罗斯安娜·麦考伊（Roseanna McCoy）與「恶魔安斯」之子「瓊斯」強森·哈特菲尔德（Johnson "Johnse" Hatfield）发生关系，她离开家族，和哈特菲尔德家族一起生活。后来罗斯安娜回到麦考伊家，两人依然藕斷絲連，不久瓊斯被麦考伊家逮到在肯塔基州盜伐林木，要被解送到派克維爾市受審的前一晚，罗斯安娜絕望之際只好深夜通報「恶魔安斯」，哈特菲尔德家趕緊組織槍队包圍麥考伊救出瓊斯。儘管如此，瓊斯還是在1881年拋棄了怀孕的罗斯安娜，和她的表妹南希·麦考伊（Nancy McCoy）成親。

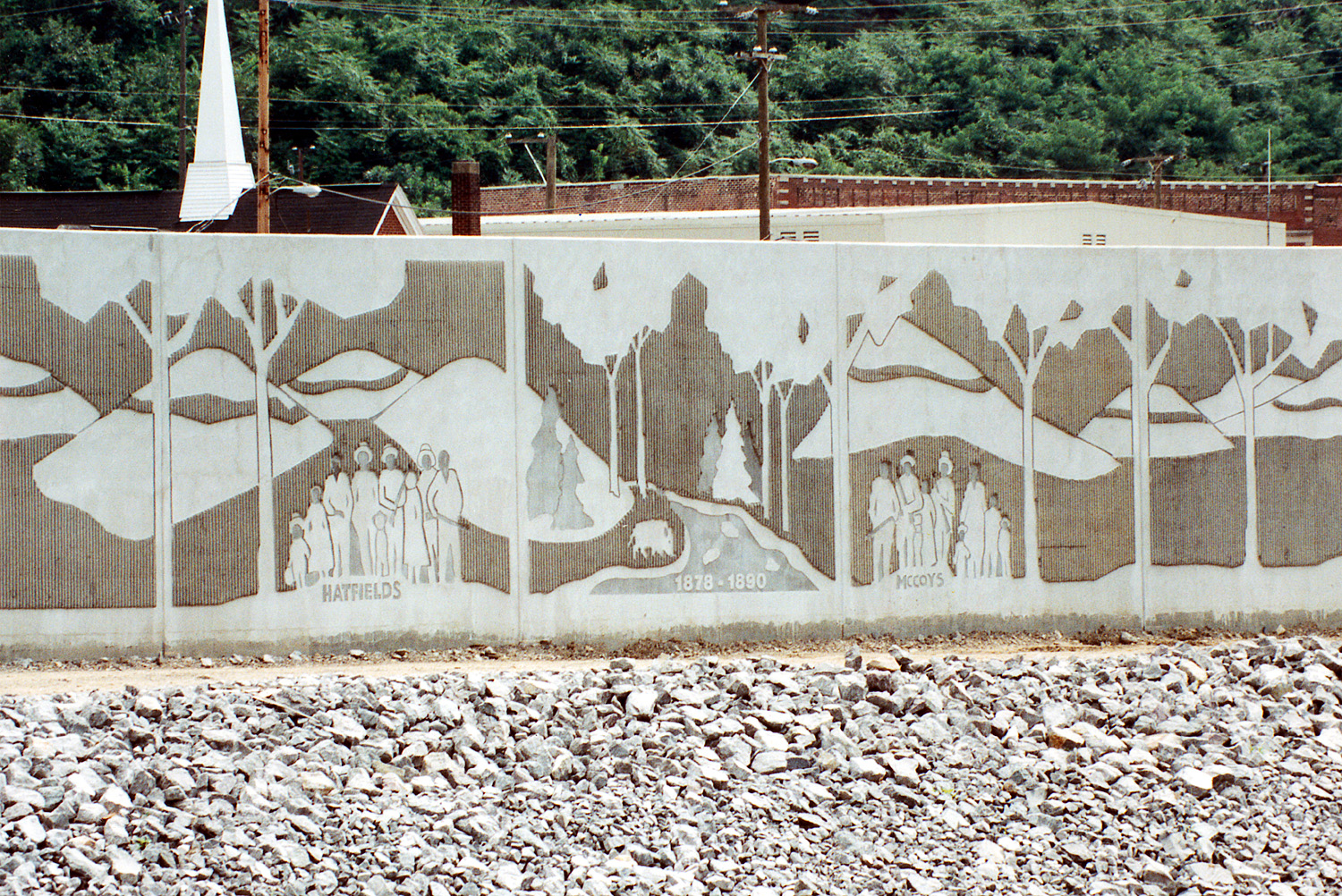
塔格佛克河防洪牆一角，美國陸軍工兵團建造，內容描繪哈特菲尔德-麦考伊夙怨。

1882年的選舉日，罗斯安娜的三个弟弟在肯塔基州攻击「恶魔安斯」哈特菲尔德的兄弟艾利生·哈特菲尔德（Ellison Hatfield），艾利生被刺26刀並身中一槍，三兄弟被哈特菲尔德這邊的巡警逮捕，送往派克维尔市接受审判。恶魔安斯组织一批追随者，半路截住巡警，将三兄弟带回西弗吉尼亚州。艾利生最後傷重不治，三兄弟被绑在木瓜樹上亂槍打死，屍體根據記錄「被槍打得千瘡百孔」。
1888年的新年屠殺事件使得夙怨衝突達到了最高點。幾個哈特菲尔德族人包圍倫道夫·麦考伊的木屋，放火燒屋想把他逼出来，倫道夫打破木屋逃走，但一個女兒被殺，妻子遭到痛毆，剩下的家人逃往派克维尔市以躲避西弗吉尼亚的槍隊。日益恶化的冲突引起了官方的注意，兩州州長召集民兵試圖恢復秩序，西弗吉尼亚州州長甚至威脅要發動民兵入侵肯塔基，肯塔基州州长西蒙·玻利瓦尔·巴克纳派出副官山姆·希尔（Sam Hill）前往派克县调查此事，调查结果表明，大概有十余人死亡，至少有10人受伤。法蘭克·菲利普斯（Frank Phillips）逮捕包括惡魔安斯的大哥「沃爾叔叔」范倫鐵諾·哈特菲尔德（Valentine "Uncle Wall" Hatfield）在內一共八人，帶回肯塔基州受審，指控他們要為新年屠殺事件艾莉菲爾·麥考伊（Alifair McCoy）之死負責，艾莉菲爾在逃離火燒木屋時遭到槍擊而亡。但是其中牽涉到法律程序和非法引渡等問題，使美國最高法院也捲入風暴。最高法院以7票比2票贊成肯塔基州關押人犯，即便未經合法的引渡程序，也沒有一條聯邦法可以使其免於受審。最後，一行人在肯塔基州受審，全都罪名成立。七人被判終生監禁，范倫鐵諾幾個月後因不明原因死於監獄，他曾向族人求救，但在司法壓力下無一前來。死後葬在監獄墓地。第八人「白棉頂」艾利生·芒茲（Ellison "Cottontop" Mounts）判處絞刑，在肯塔基州派克維斯市執刑，成千上萬人爭道目睹。芒茲絞刑而死後，兩家夙怨逐漸冷卻，經過多年爭訟，1901年瓊斯·哈特菲尔德是這場夙怨最後被審判的人。

## 死亡清單
- [1] 1865年：前聯邦士兵亞撒·哈曼·麥考伊於1865年1月7日遇害，兇手可能是吉姆·萬斯所帶領的「洛根野貓」。[11]
- [2] 1878年：比爾·史塔頓（蘭道夫·麥考伊之姪）於1878年遇害，他在麥考伊控告佛洛伊德·哈特菲爾德竊取豬隻案為佛洛伊德作證後遭到報復。兇手是蘭道夫·麥考伊的外甥山姆·麥考伊。[12]
- [3] 1882年：艾利生·哈特菲爾德在1882年8月7日與麥考伊家三兄弟（托爾伯特、法爾默和小蘭道夫）發生爭鬥，受到致命重傷，死於兩天後的8月9日。[13]
- [4] 1882年：托爾伯特·麥考伊在1882年8月9日因為槍擊並刺殺艾利生，在他死的這一天被綑綁殺害於木瓜樹上。
- [4] 1882年：法爾默·麥考伊在1882年8月9日因為槍擊並刺殺艾利生，在他死的這一天被綑綁殺害於木瓜樹上。
- [4] 1882年：小蘭道夫·麥考伊在1882年8月9日因為槍擊並刺殺艾利生，在他死的這一天被綑綁殺害於木瓜樹上。[14]
- [5] 1886年：傑夫·麥考伊在1886年秋天由於謀殺郵差佛列德·沃福德[15]被「蓋」哈特菲爾德射殺。[12]
- [6] 1888年：艾莉菲爾·麥考伊在1888年1月1日家中遭吉姆·萬斯帶領的九人刺客殺死。
- [6] 1888年：卡爾文·麥考伊在1888年1月1日家中遭吉姆·萬斯帶領的九人刺客殺死。[16]
- 1888年1月7日：吉姆·凡斯死於法蘭克·菲利普斯之手。[12]
- 1888年1月18日：比爾·登普西死於法蘭克·菲利普斯之手。[17]
- 1890年：艾利生·芒滋在1890年2月18日因謀殺艾莉菲爾[10]而遭到絞刑[18]。

## 关联读物
- Rice, Otis K. . The University Press of Kentucky. 1982. ISBN 0-8131-1459-4.
- Pearce, John Ed. . University Press of Kentucky. 1994  [2012-06-09]. ISBN 0-8131-1874-3. （原始内容存档于2012-06-01）.
- U.S. Supreme Court Mahon v. Justice（页面存档备份，存于）, 127 U.S. 700 (1888)
- Jones, Virgil Carrington. The Hatfields and the McCoys. Chapel Hill: University of North Carolina Press, 1948.
- Waller, Altina L.  Feud: Hatfields, McCoys, and Social Change in Appalachia, 1860–1900.  Chapel Hill: University of North Carolina Press, 1998.  ISBN 0-8078-4216-8.
- Hardy, Phillip. . Lulu Publishing. 2011. ISBN 978-1-4583-6994-9.

## 额外链接
- Hatfield - McCoy Feud Driving Tour information（页面存档备份，存于）
- Listen online – The Story of the Hatfields and McCoys  – The American Storyteller Radio Journal（页面存档备份，存于）
- Hatfield–McCoy Feud（页面存档备份，存于） West Virginia Division of Culture and History
- The Hatfield and McCoy Feud — Matewan, West Virginia, website
- Hatfield–McCoy Feud; Roseanna: Juliet of the Mountains（页面存档备份，存于）; from Blue Ridge Country, March/April 1996.
- Official Matewan, WV Website（页面存档备份，存于） at Matewan.com
- Theatre West Virginia（页面存档备份，存于）—A professional outdoor theater company that puts on a musicalized version of the story of the Hatifields and McCoys every summer since 1970
- 互联网电影数据库（IMDb）上《Roseanna McCoy》的资料（英文）
- 互联网电影数据库（IMDb）上《The Hatfields and the McCoys》的资料（英文） (1975)
- 互联网电影数据库（IMDb）上《Hatfields & McCoys》的资料（英文） (2012)